# Oriano Tassinari Clò
Oriano Tassinari Clò (Bologna, 9 ottobre 1936 – Bologna, 26 settembre 1995) è stato un giornalista e saggista italiano.

## Biografia
Diplomatosi maestro nel 1954 all'Istituto Magistrale Laura Bassi di Bologna (oggi Liceo linguistico umanistico Laura Bassi), cominciò nel 1957 la sua attività di insegnante elementare a Vimignano. Dopo vari spostamenti in scuole di diverse località dell'Appennino tosco-emiliano, tra cui Monzuno, approdò, nel 1975, a Bologna alla scuola elementare Luigi Zamboni che lasciò, dopo una permanenza di dieci anni per giungere alla scuola XXI Aprile 1945, dove rimase fino alla conclusione della sua carriera scolastica, nel settembre 1994.
Nel 1965 aveva iniziato la sua attività giornalistica all'Avvenire (Bologna Sette), collaborazione che si è protratta fino agli ultimi giorni della sua vita. Fu in quegli anni che conobbe la giornalista televisiva Paola Emilia Rubbi, con cui cominciò ad operare nell'ambito della ricerca storica locale. Il loro primo lavoro fu la stesura della biografia di Assunta Viscardi, fondatrice delle Farlottine di San Domenico.
Nel 1975 fu data alle stampe Guida alla Bologna d'oggi, prima di una lunga serie di opere che sarebbero successivamente scaturite dal loro proficuo ed intenso sodalizio culturale. Diresse Porta Lame. Famiglia Scuola Società, pubblicazione dell'Associazione Genitori e del Gruppo Docenti Porta Lame e divenne direttore responsabile di Saragozza un quartiere, periodico del quartiere Saragozza, e fu attivo collaboratore del centro culturale dialettale "L'Archiginèsi".
Assunse anche il ruolo di consulente artistico per il "Comitato per Bologna storica e artistica", nonché di addetto stampa per l'assegnazione del premio "Livio Tempesta". 
Storico metodico e rigoroso, ricercatore infaticabile, ha dato un fondamentale contributo alla conoscenza della storia dell'Emilia: numerose le opere e gli articoli scaturiti dalla penna di questo "poeta delle microstorie", come ebbe a definirlo Luciano Gherardi.
Il 26 novembre 1998 gli fu dedicata Biblioteca comunale di Villa Spada nel quartiere Saragozza.
Il 21 ottobre 2015 le sue spoglie furono traslate nel Cimitero monumentale della Certosa di Bologna nella tomba Belloni a seguito di una raccolta di fondi voluta da alcuni amici.

## Opere principali
- Oriano Tassinari Clò, Renzo Renzi e Paola Emilia Rubbi, Bologna la bella, Bologna, L'Inchiostroblu, 1987.
- Oriano Tassinari Clò e Tiziano Costa, C’era Bologna: porta per porta la città rivela i suoi antichi segreti, Roma, Newton Compton Periodici, 1991.
- Oriano Tassinari Clò, Mario Fanti e Paola Emilia Rubbi, Le chiese di Bologna, Bologna, L'Inchiostroblu, 1992.
- Oriano Tassinari Clò, Tavernola e Stanco, un popolo, una storia fra Reno e Setta, Bologna, Il Nove, 1994.
- Oriano Tassinari Clò, Santa Maria in Strada 994-1994, il millennio della badia della Samoggia, Calcara, Tipografia Piccinini, 1994.
- Oriano Tassinari Clò e Paola Emilia Rubbi, Una storia nella storia: il Collegio dei ragionieri a Bologna 1895-1995, Bologna, Pàtron, 1995.